# دی‌دی
دی‌دی (انگلیسی: DiDi) شرکت ترابری چینی است، که در سال ۲۰۱۲ تأسیس شد.